# NGC 3420
NGC 3420 este o galaxie spirală situată în constelația Hidra. A fost descoperită în 1886 de către Francis Leavenworth.